# Трейнта-і-Трес (Уругвай)
Трейнта-і-Трес — це уругвайське місто, столиця однойменного департаменту, розташоване на лівому березі річки Олімар, у східній частині країни. Раніше на цьому місці могла протікати річка, яка була шляхом з Монтевідео до Ріо-Бранко.

## Населення
- Становить 25 711 осіб.
- Населення міста називається олімарцями (ісп. olimareño).

## Географія
- Висота над рівнем моря: 63 метри
- Координати: 33°13'59"Пд.Ш. 54°22'56"Зх.Д.

## Економіка
Економіка міста базується на тваринництві та похідних від тваринництва продуктах. У наш час на берегах озера Мерін вирощують рис. Така активність дала поштовх для економіки регіону, стимулюючи виробництво напівфабрикатів, встановлення рисових млинів.

## Історія
Місто назване на честь десанту Тридцяти Трьох Орієнтальців (з ісп. Treinta y Tres — тридцять три), хрестового походу, який тридцять три орієнтальці, очолювані Хуаном Антоніо Лавальєхою, реалізували у 1825 році з метою повернути незалежність Східній провінції ((ісп. Provincia Oriental), яка тоді була під владою португальців.

Після закінчення Уругвайської громадянської війни розпочався процес примирення і пошуку поселень, що тоді поствавали, з метою їх реєстру. Таким чином на Пасо-Реаль-де-Олімар, в місці, де з'єднуються річка Олімар і струмок Єрбаль Ґранде, в 1853 році виникає селище Тридцяти Трьох.

Через шість років, у 1859 році, в Трейнта-і-Трес виникає перша школа для хлопчиків. Першим вчителем в цій школі був Ансельмо Басальдуа. Через три роки, в 1862 році, засновується перша школа для дівчат.

Перша подорож, що з'єднує Трейнта-і-Трес з Монтевідео, реалізується в 1861 році службою диліжансів, але вже у 1866 році цей маршрут стає постійним, сполучаючи місто з Ріо-Бранко, Мело й Ніко Перес.